# Culicoides ochraceimaculatus
Culicoides ochraceimaculatus är en tvåvingeart som beskrevs av Shevchenko 1970. Culicoides ochraceimaculatus ingår i släktet Culicoides och familjen svidknott. Inga underarter finns listade i Catalogue of Life.